# ورزشگاه پارک المپیک لیون
ورزشگاه پارک المپیک لیون (فرانسوی: Parc Olympique Lyonnais‎) یا ورزشگاه گوپاما (فرانسوی: Groupama Stadium‎) یک ورزشگاه فوتبال در فرانسه است.
این ورزشگاه که در شهر دسین شارپیو و در نزدیکی لیون قرار دارد در سال ۲۰۱۲ شروع به ساخت شده و در ژانویه ۲۰۱۶ به بهره‌برداری رسیده‌است.